# Первомайский (Курганинский район)
Первомайский — посёлок в Курганинском районе Краснодарского края.
Входит в состав Петропавловского сельского поселения.

## Население
| 2002 | 2010 |
| ---- | ---- |
| 701  | ↗741 |

- ул. Восточная,
- ул. Комсомльская,
- ул. Островского,
- ул. Новая,
- ул. Северная,
- ул. Толстого,
- ул. Школьная.
- ул. Набережная
- ул. Центральная